# Margaretakyrkan
Se även Svenska Margaretakyrkan.

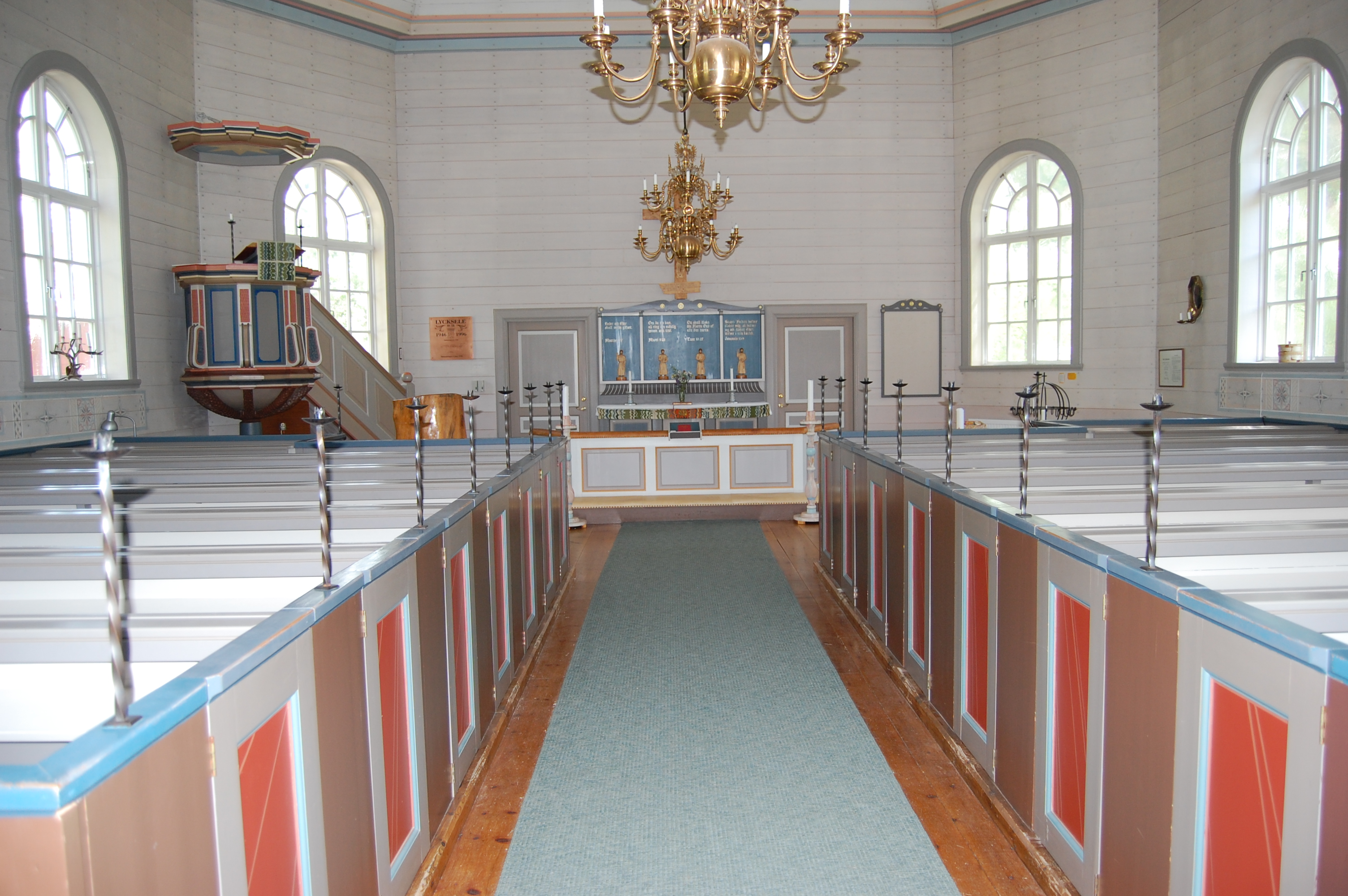
Kyrkosalen.

Margaretakyrkan i Lycksele är en kyrka i Lycksele församling i Luleå stift av Svenska kyrkan. Kyrkan ligger på Gammplatsen vid Ume älv och uppfördes 1973 efter ritningar av Bengt Lidström och Rolf Sixtensson. Byggnaden är en rekonstruktion av den kyrka från 1736 som var belägen endast 150 meter från dagens läge. På sommaren hålls här söndagsgudstjänster och andakter och kyrkan är då vägkyrka.

## Namn
Kyrkan har fått sitt namn efter den samiska missionären Margareta, som verkade för lappmarkens kristnande.

## 1736 års kyrkobyggnad
Lyckseles andra kyrka uppfördes 1736 av byggmästare Hans Biskop från Kronoby, Österbotten och revs år 1800. Kyrkan hade en avlång, åttakantig form med måtten 16x10 meter. Kyrkan saknade vapenhus och ingången var belägen vid västra kortväggen. I öster fanns kor och sakristia. I ytterväggen var upptaget stora rundbågiga fönster, två på varje långvägg och ett på varje kortvägg. Det branta taket var valmat och spånklätt. Idag finns endast grunden kvar, som sedan 1920 är frilagd som fornminne.

## Orgel
- Orgeln är mekanisk och är byggd på 1950-talet av Grönlunds Orgelbyggeri, Gammelstad. Den flyttades 1972 till kyrkan från Statens folkskoleseminarium, Lycksele.[2]

| Huvudverk I   | Svällverk II      | Pedal            | Koppel |
| Rörflöjt 8'   | Gedackt 8'        | Subbas 16´       | I/P    |
| Principal 4'  | Rörflöjt 4'       | Gedacktpommer 8´ | II/P   |
| Spetsflöjt 4' | Waldflöjt 2'      | Flöjt 4'         | II/I   |
| Oktava 2'     | Ters 1 3/5'       |                  |        |
| Mixtur        | Nasat 1 1/5'      |                  |        |
|               | Rörskalmeja 8'    |                  |        |
|               | Crescendosvällare |                  |        |